# Île Filomena Grande
L'île Filomena  Grande est une île fluviale située en Uruguay. 
Elle est la principale île d'un  chapelet d'îles sises au milieu du Río Uruguay qui appartiennent toutes à l'Uruguay.

## Toponymie
Le nom de Filomena fait référence à la frégate HMS Philomel de la Royal Navy, avec laquelle le capitaine britannique Sullivan explora et dénomma en 1846 le canal de la Filomena.

## Géographie

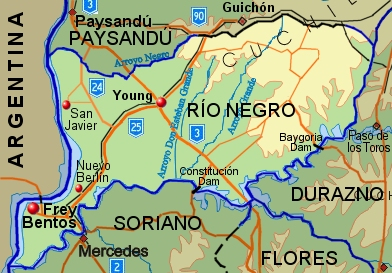
Carte du département de Río Negro.

L'Île Filomena Grande est la plus grande d'un chapelet d'îles fluviales au milieu du río Uruguay qui appartiennent à l'Uruguay et qui forment une enclave insulaire dans l'Argentine, étant totalement  entourées par les eaux territoriales de la Province de Entre Ríos.
L'île Filomena Grande possède une superficie estimée à 1 200 hectares, soit 12 km2, ce qui en fait la plus grande île de l'Uruguay. Elle relève administrativement du Département de Río Negro.
Cette longue île sablonneuse, formée par l'accumulation des dépôts alluviaux  du fleuve, fait face au village de Nuevo Berlín situé sur la rive gauche du fleuve Uruguay.
L'île Filomena Grande a aussi donné son nom au passage fluvial entre sa rive droite et la rive gauche du fleuve Uruguay dénommé Canal de Filomena et qui constitue le canal principal de navigation entre les ports uruguayens de  Paysandú, en amont du fleuve, et de Fray Bentos, en aval.

## Histoire
La souveraineté nationale sur les îles a été définie par le Traité du Rio Uruguay entre l'Argentine  et l'Uruguay en 1961. Ce traité établit la limite dans le canal principal de navigation du río Uruguay depuis le Barrage de Salto Grande jusqu'à l'embouchure du fleuve avec le Río de la Plata, au parallèle de Punta Gorda. 
Dans ce traité, les îles Filomena Grande, Filomena Chica, Palma Chica, Bassi, Tres Cruces et des îlots sans nom situés  immédiatement au sud de Filomena Grande et de Bassi appartiennent désormais à l'Uruguay.